# Parendacustes pendleburyi
Parendacustes pendleburyi är en insektsart som beskrevs av Lucien Chopard 1969. Parendacustes pendleburyi ingår i släktet Parendacustes, och familjen syrsor. Inga underarter finns listade.